# Melanoptilon timidaria
Melanoptilon timidaria là một loài bướm đêm trong họ Geometridae.